# Вошь конская
Вошь конская, или Гематопин конский (лат. Haematopinus asini) — вид вшей из семейства Haematopinidae. Постоянные паразиты лошадей и ослов (Equus asinus), вызывает анемию. Космополит.

## Описание
Длина самцов 2,6—3,2 мм, длина самок 2,7—3,5 мм. Голова длинная и узкая (её длина примерно в 2,5 больше ширины), с постантеннальными углами. Усики 5-члениковые. На брюшке выросты конусовидной формы. Все пары ног примерно одинаковых размеров. Паразитируют на лошадях (Equus caballus) и ослах (Equus asinus). Обычно размещаются на голове, шее, гриве, спине и хвосте. Самка ежедневно яйца овальной формы (1,3 мм на 0,5 мм) из которых через 11—20 суток появляются личинки. Вне хозяина погибают от голода в течение 4—7 дней. Переносчик инфекционной анемии лошадей. Вид был впервые описан в 1758 году шведским зоологом Карлом Линнеем под названием Pediculus asini Linnaeus, 1758.

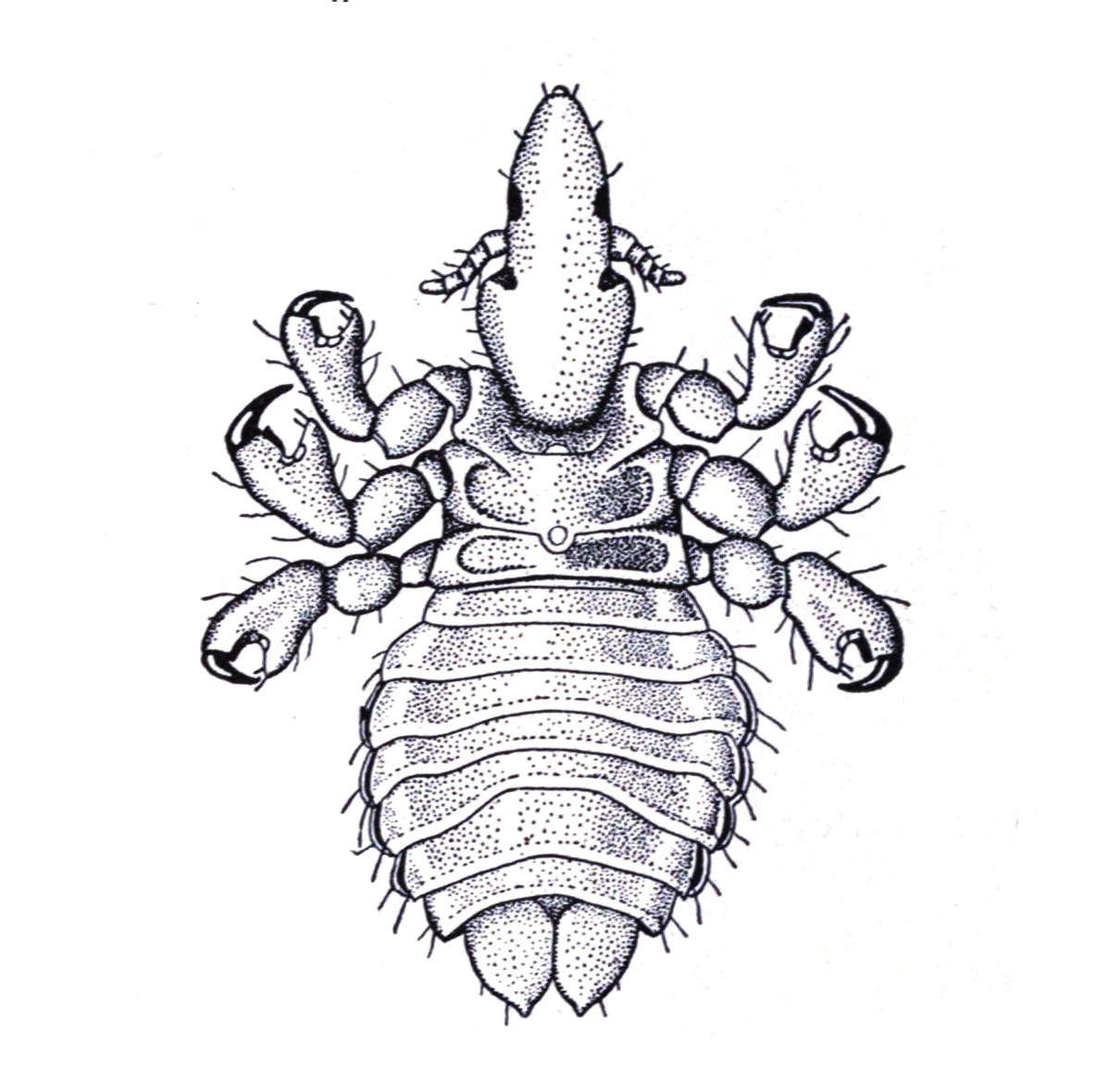